# Стравохід Барретта
Стравохід Барретта — за британським хірургом Норманом Рупертом Барреттом, який описав клінічну картину в 1957 р.  -  метапластична трансформацію епітелію стравоходу. Стравохід Барретта є ускладненням рефлюксної хвороби, тобто часткового рефлюксу (затікання) кислого шлункового вмісту в стравохід. Перетворення плоскоклітинного епітелію в циліндричний епітелій призводить до внутрішнього вкорочення і звуження стравоходу. 
Утворення пептичної виразки стравоходу на метапластично - зміненій слизовій оболонці, називають синдромом Барретта або синдромом Елісона-Джонстона .

## Визначення
У більш вузькому клінічному розумінні, стравоходом Барретта може називатися лише кругова метаплазія епітелію (що охоплює всю окружність стравоходу), та простягається від лінії Z (фізіологічний перехід від плоскоклітинного до циліндричного епітелію) в напрямку до ротової порожнини. 
Розрізняють короткосегментний стравохід Барретта ( довжиною до 3 см) і так званий довгосегментний стравохід Барретта  (довжиною понад 3 см). 
Гістологічно виділяють три типи залозистого епітелію, який може заміщувати плоский епітелій стравоходу: 
1. Епітелій кардіального відділу шлунка
2. Епітелій тіла і дна шлунка
3. Спеціальний стовпчастий епітелій, подібний на кишковий, який найчастіше зустрічається з тенденцією до малігнізації.

## Епідеміологія
Чоловіки уражаються вдвічі частіше, ніж жінки.  Важливими факторами ризику є збільшення споживання алкоголю та нікотину.  Крім того, залежно від локалізації збудника, обговорюється як захисний, так і сприятливий для хвороби вплив інфекції Helicobacter pylori. 

## Патофізіологія та класифікація
Стравохід по всій своїй довжині  вистелений багатошаровим плоскоклітинним епітелієм. Через повторне або хронічне запалення, найчастіше внаслідок гастроезофагеального рефлюксу, цей епітелій може трансформуватися в одношаровий високопризматичний циліндричний епітелій з келихоподібними клітинами, як це характерно для слизової оболонки кишечника (так званий спеціалізований циліндричний епітелій). Причиною цієї кишкової метаплазії вважається порушений контроль регенерації слизової оболонки після ерозивного запалення стравоходу. Циліндричний епітелій більш стійкий до дії кислоти та пепсину, але несе ризик подальшого злоякісного переродження (дисплазія, аденокарцинома ). Він також має тенденцію до утворення виразок ( виразка Барретта ) і розвитку стриктур. 
У більшості випадків метаплазія розвивається безпосередньо на гастроезофагеальному переході, тобто на кінцевому сегменті стравоходу, безпосередньо перед тим, як відкриватися в шлунок. Злоякісне перетворення епітелію є остаточним і не регресує, або лише частково, при адекватному лікуванні рефлюксу. 
Макроскопічна класифікація (згідно із змінами, безпосередньо видимими в ендоскопії) заснована на празькій класифікації . Оцінюються 2 параметри:  
1. довжина змін, які поширюються на всю окружність стравоходу (окружна метаплазія), віизначається в сантиметрах разом із поміткою "C"  
2. додаткові, язикоподібні ураження, також у сантиметрах, позначені  "M" - як  "максимальне поширення".  
Наприклад, результат "C8M9" означає кільцеподібну метаплазію до 8 см і  протяжність метаплазії на 9 см. 

## Канцерогенез
Ризик розвитку аденокарциноми I типу (карцинома Барретта) на основі стравоходу Баррета, в ділянці езофагогастрального переходу,  становить приблизно 0,5–1,5 % на рік, а для дисплазії 4,5 % , тому стравохід Барретта можна вважати передраковим станом. 

## Лікувальні та профілактичні заходи
При виявленні стравоходу Барретта, необхідний регулярний ендоскопічний контроль. Однак думки про необхідну частоту є суперечливими. На думку деяких експертів, метаплазії, що покривають лише дистальну частину на два-три сантиметри (короткосегментний стравохід  Барретта), не потрібно перевіряти регулярно, оскільки ризик розвитку раку низький. Поширені метаплазії (довгосегментний стравохід Барретта) слід щорічно перевіряти за допомогою ендоскопії стравоходу, а вже з третього року захворювання, разом з біопсією. Якщо підтверджується дисплазія високого ступеня, уражений сегмент видаляють за допомогою ендоскопічної резекції.   

## Див.також
- Еозинофільний езофагіт